# Maniema
Maniema - prowincja w Demokratycznej Republice Konga. Stolicą prowincji jest Kindu.